# Maëlle Dufour
 (juillet 2025).
Pour les articles homonymes, voir Dufour.
Maëlle Dufour, née en 1994 à Mons (Belgique), est une artiste visuelle belge.

## Biographie
Maëlle Dufour naît en 1994, à Mons. Elle vit et travaille à Bruxelles.
Elle est diplômée en sculpture de l'École nationale supérieure des arts visuels (ENSAV) - La Cambre à Bruxelles et a également effectué un échange étudiant à l'Académie des beaux-arts d'Helsinki en Finlande.
Depuis 2014, ses œuvres sont exposées lors d'expositions, tant en Belgique qu'à l'étranger. Elle participe également à des événements tels que, notamment la Triennale Art Public, la Biennale de Mulhouse, Artagon III à Paris. Son travail est régulièrement présenté dans des institutions artistiques comme le BPS22, le Kunsthal Extra City, le Kanal Centre Pompidou et le Centre Wallonie-Bruxelles à Paris.
Ses installations sculpturales utilisent une variété de matériaux, allant de l'argile à la céramique, en passant par les déchets et le verre soufflé.
Pour la prison de Haren, située en région de Bruxelles-Capitale, elle réalise en 2022 Depend/ant de l'extension, une œuvre monumentale et pérenne, projet d'intégration artistique permanent.
Maëlle Dufour participe en 2024 à Beaufort, une triennale d'art contemporain en plein air qui se déroule tout le long de la côte belge. Lors de cette exposition, elle présente à La Panne Capsule, une installation monumentale.
Pour cette œuvre, et pour Sonar, une œuvre immersive présentée lors de l'exposition Horst 2024, tenue dans l'Asiat Park à Vilvorde, utilisant de l'eau de pluie, du mucus et des micro-organismes, Maëlle Dufour remporte le prix Fintro 2024 dans la catégorie arts visuels, ainsi que le prix du public dans cette même catégorie,. Ce prix, organisé par la banque Fintro et initié par l'auteur Toni Coppers, vise à soutenir les jeunes artistes belges âgés de 18 à 32 ans « qui font preuve de vision, d'audace et d'engagement social dans leur travail »,.

## Œuvres

### Depend/ant de l'extension
Depend/ant de l'extension est une sculpture monumentale conçue en 2022, dans le cadre du programme d'intégration artistique de la prison de Haren, en Région de Bruxelles-Capitale.

### Capsule
Capsule est une œuvre sculpturale monumentale réalisée en 2023, présentée dans le cadre de la triennale Beaufort24 à La Panne, en Belgique.
Inspirée par un séjour dans l'Avesnois, région agricole du nord de la France, l'artiste y interroge les transformations du paysage rural et les dérives du progrès technologique. Capsule évoque à la fois un silo de stockage, un bioréacteur et une capsule temporelle. Elle symbolise les tensions entre artificialité et nature, entre mémoire et avenir.
L'œuvre peut également être interprétée comme une capsule temporelle, destinée à être enterrée ou envoyée dans l'espace, portant en elle les traces d'une époque et les questionnements d'une civilisation en mutation.

### Autres œuvres
- Lieu d'oubli – Installation en acier et végétaux, 2019
- Sédiments – Sculpture en terre et plâtre, 2021

## Expositions personnelles (et duos)
- 2021 : Îlots, Macors, Hamois (Belgique)
- 2021 : Entre Intérêts, Pinacoteca Universidad de Concepcion (es) (Casa del Arte), Concepción (Chili)
- 2022 : Jusqu'ici tout va bien, Delta, Namur[13]
- 2022 : Îlots Épars[4], BPS22, Charleroi
- 2025 : 
  - Porteuses, La Centrale, Bruxelles[14]
  - Exposition, parc botanique, Bruxelles[15]
  - Artiste en résidence, Moly-Sabata, Sablons[16]

## Publications
- Maëlle Dufour et Philippe Hunt (traducteur), Construire la ruine, Bruxelles, C.F.C, coll. « L'impatient » (no 12), 2021, 127 p. (ISBN 9782875720702, présentation en ligne, lire en ligne)

## Récompenses et distinctions
Maëlle Dufour a reçu plusieurs prix et bourses dont :   
- Prix de la Commission des Arts de Wallonie (2018)
- prix Sofam (2019)
- prix du public de la Jeune Sculpture de la Fédération Wallonie-Bruxelles (2020)
- Prix d'encouragement de Sculpture de l'Institut de France (2022)
- Bourse Vocatio[18] (2022)
- Prix Fintro (2024)